# Салминское сельское поселение (Карелия)
Са́лминское се́льское поселе́ние (фин. Salmin kyläasutus) — упразднённое муниципальное образование (сельское поселение) с центром в посёлке Салми, входившее в состав Питкярантского района Республики Карелия Российской Федерации. Существовало с 2004 по 2023 годы.

## География
Салминское сельское поселение граничило с территориями:
- Лоймольским сельским поселением
- Ведлозерским сельским поселением
- Видлицким сельским поселением
- Питкярантским городским поселением
- Сортавальским городским поселением
- Лахденпохским городским поселением
- Куркиёкским сельским поселением
- Ленинградской областью

## История
Статус и границы сельского поселения установлены Законом Республики Карелия от 1 ноября 2004 года № 813-ЗРК «О городских, сельских поселениях в Республике Карелия».
В 2023 году все входившие в состав Питкярантского муниципального района поселения (одно городское и четыре сельских) были упразднены и объединены в Питкярантский муниципальный округ.

## Население
| 2009  | 2010  | 2012  | 2013  | 2014  | 2015  | 2016  |
| ----- | ----- | ----- | ----- | ----- | ----- | ----- |
| 3314  | ↘2864 | ↘2853 | ↘2826 | ↘2771 | ↘2662 | ↘2586 |
| 2017  | 2018  | 2019  | 2020  | 2021  | 2023  |       |
| ↘2537 | ↘2491 | ↘2440 | ↘2420 | ↘2246 | ↘2122 |       |

## Населённые пункты
В сельское поселение входило 12 населённых пунктов (в том числе 3 населённых пункта в составе посёлка Салми):
| №  | Населённый пункт      | Тип     | Население | Фин.название  | Карел.название |
| -- | --------------------- | ------- | --------- | ------------- | -------------- |
| 1  | Кавгозеро             | деревня | ↘3        | Kaukajärvi    | Kaukoijärvi    |
| 2  | Карку                 | деревня | →10       | Karkku        | Karkku         |
| 3  | Кирккоёки             | деревня |           | Kirkkojoki    |                |
| 4  | Ковайно               | деревня | →0        | Kavaino       | Kavaino        |
| 5  | Мансила               | деревня | ↘88       | Manssila      | Manšil         |
| 6  | Мийнала               | деревня |           | Miinala       |                |
| 7  | Орусъярви             | деревня | →13       | Orusjärvi     | Oruzjärvi      |
| 8  | острова Лункулансаари | деревня |           | Lunkulansaari | Lungulansuari  |
| 9  | острова Мантсинсаари  | деревня | ↘1        | Mantsinsaari  | Mančinsuari    |
| 10 | Погранкондуши         | деревня | ↗33       | Rajakontu     | Rajakondu      |
| 11 | Ряймяля               | деревня | ↘491      | Räimälä       | Räimälä        |
| 12 | Салми                 | посёлок | ↘2187     | Salmi         | Salmi          |